# 未知やすえ
未知 やすえ（みち やすえ、1963年〈昭和38年〉8月7日 - ）は、日本のお笑いタレント、コメディエンヌ、女優。吉本新喜劇の座員。
大阪府東大阪市出身。吉本興業所属。本名は内場 泰恵（うちば やすえ、旧姓：城嶺）。夫は同じく吉本新喜劇の内場勝則。血液型O型。

## 来歴・人物
東大阪市立楠根中学校、大阪府立布施北高等学校卒業。実家は蕎麦屋。
1979年、高校在学中に花月・ポケットミュージカルスにダンサーとして出演し、その後吉本興業入りする。
1982年4月1日、漫才コンビ「やすえ・やすよ」を結成。デビュー間もないころに若手漫才コンクールで新人賞を受賞するなどして、将来を期待されていたが、1984年12月30日にコンビを解散。その翌日から吉本新喜劇に入団する。新喜劇デビュー作は、1985年のうめだ花月上席『吉本新喜劇 牛に曳かれた宝船』だった。「未知（みち）」という屋号は、「マンスリーよしもと」での公募により決まったもの。
夫は、新喜劇座長の内場勝則である。公の場では自分が芸歴が上ということもあり、夫を「内場くん」と呼ぶ。当時付き合っていた頃は末成映薫に相談していた。
2007年8月7日から1週間、新喜劇では初の女性座長を務めた。過去にも女性座長は存在したが、短期だったり体制が整っておらず、本格的な女性座長はこれが初めてであった。「よしもと新喜劇 座員紹介 第15回 未知やすえ」で、1999年ごろに座長就任の話があったことを明かしている。2008年以降も毎年お盆の時期に1週間、「未知やすえ 女座長特別公演」が継続されている。
2020年3月31日、間質性肺炎治療のため一時休養することを発表した。4月28日、退院を報告。
百貨店が好きで特にデパ地下が好きである。

## ギャグ

### 吉本新喜劇
共演者から罵倒されたり、言うことを聞いてもらえなかった時に、温厚な娘役の性格を一転させて怒り出す芸が有名（これを効果的にするために、おしとやかなお嬢様役、健気な娘役があてられることが多い）。もともとは山田スミ子の持ちネタであり、新喜劇においても後継者的なポジションに居る。
- 初期にはかなり太っており、お腹が出ている（他に三段腹、妊娠している）ことなどを散々ネタにされていた。これを逆手に取り「白ブタ!」と言われると「おい、誰が白ブタや! ゴルァ!」とキレる（また、夫である内場勝則に「家で怒られている気分になった」とかぶせさせたこともあった、痩せてからはこの後に「最近痩せましたね言われるけどな」という台詞で繋ぐ事が時折見られる）。内場を相手にキレる際は「明るいのは舞台の中だけで家に帰ったら部屋に篭ってる」などと私生活に関して言及することもある。他の座員に関しても、場合によってはキレられる座員に対して実話に基づいたダメ出しを交えてこのネタを披露することもある。(藤井隆の場合、失恋して立ち直れずいつまでも引きずっていたことをダメ出しされた)その後はあまり使われないギャグとなり、白ブタと言われても「白ブタってうちのこと? …ありがとう♪」と流すようになっているが、2021年1月3日の放送にて、少し丸くなったからか酒井藍に「白ブタ」と言われ、「お前、飛び級のブタやないか!」とキレた。
- 出演者たちが揉めて、収拾がつかなくなると「じゃかましいわ!」と一喝。出演者を横一列に並べて正座させ、一人ずつを巻きざっぱ（ツッコミ用の柔らかい棒）で殴りながら毒づいていく。口応えをしようものならさらに殴る。あまりにも見事な悪態ぶりに桑原和男から「なんて言葉のテクニシャン」と言って落とされたこともある。これもあまり見られないギャグの一つとなっているが、たまに辻本茂雄がそのギャグをアレンジして披露することがある。
- ヤクザに人質にされ、救助が難航したり突き飛ばされたりした際に「お前ら待たんかい!」や「待て待て待て!!」と言った後、ヤクザよりも恐ろしい河内弁で「お前の頭スコーンと割ってストローで脳みそちゅーちゅー吸うたろか!!!」「鼻の穴から割り箸突っ込んで下からカッコンしたろかワレ!!!」などと恫喝する（この時、共演者たちは両手で頭を抱える）。ヤクザが怯えて解放すると「怖かった〜」と可愛く振る舞い舞台上の役者がずっこける。または、ふと他の出演者を見て「あの人怖い」「誰か助けて」「怖かった〜」と可愛く振舞ったりする場合もある。その後、「あんたが一番怖いわ!」と突っ込まれることも多い。このネタは、腹から出すよく通ったドスのきいた声と巻き舌で放たれる河内弁により、ヤクザも一蹴されてしまうというネタである[5]。見ている人たちもスッキリした気分になるネタのため、観客からも支持されている。
- かつては生放送番組（『せやねん!』、『ちちんぷいぷい』）出演により休演が必ず週2回あったため、台詞や出演時間が以前に比べて少なくなり、代演がきく配役となっている。
- 「綺麗ですね」などと褒められると「そんなキレイやなんて…」とはにかんだ後、「フハハハハ…!!」と不気味に笑い、手を三回叩いた後、自らの額や膝などを叩く。ツッコミ役が「今のは何ですか?」と聞くと、「喜びの最上級です」と返す。
- 内場と実の夫婦であることを逆手にとり、劇中で内場をなじるときに、「わしと一回でも腕相撲で勝ってみい！」と、どう聞いても実生活の出来事やプライベートの内場の甲斐性のなさを詰っているのが分かるエピソードを語り、当然、実際の二人の関係を知っている観客たちは、それをメタフィクショナルに感じたことで爆笑するというネタもする（共演者たちも「まるで本当の夫婦のように語ってる」と後押しをする）。慌てて内場が「さあさあこのへんで……」と話を終わらせる（その後に共演者から「もうちょっと聞きたい」と言われる）。

### なにわ人情コメディ 横丁へよ〜こちょ!
- 突然巻き舌で「ちょっと待ったり〜〜〜な!!」と叫びだし、陣内智則が「やすえさん、今日もエライ舌巻いたなぁ〜〜」というセリフの後、共演者一同が「ラテンの血が騒いだの〜〜〜!」とコーラスしたり、便乗して「ちょっと待ったりぃ〜〜〜な!!」と真似をする。真似をされると「もう! みんなで言わんといて」と返す。後番組『爆笑!ふれあいコメディ こちらかきくけ公園前』でもこのギャグを使うことがある。
- ぜんざい屋の弟役を演じる岩尾望に平手打ちをしたり、場合によってはトレイで頭部を殴る。最近は、髪の毛を抜く（フリをする）ことも多い。
- 他の出演者に岩尾のブサイクぶりを貶されると、「やめてぇ〜〜〜!!」と叫び、悲哀感漂うBGMに合わせて岩尾がこれまでにブサイクであるがために受けた辛い仕打ちを長々と語り出す。
- 共演者同士の恋愛が上手くいっていると、それをおっさん口調で冷やかす。陣内智則に「やすえさん! 『やすおさん』になってる!」と指摘されると、「ヤンヤン!」または「ヤンヤン、怖い〜〜〜」などとぶりっこし、共演者のほとんどがコケそうになる。後に、共演者も一緒に「ヤンヤン!」と言うようになっている。

### めちゃ²イケてるッ!
2009年10月から不定期で『めちゃ²イケてるッ!』（フジテレビ）にゲスト出演している。共演者たちのあいだで乱闘が起こり、収拾がつかない状況になると、矢部浩之から「やすえ姉さん、助けて!」「やすえ姉さん、（乱闘を）止めて!」と仲裁を求められる。言われた通りに乱闘を止めに入るが、何度か加藤浩次にフレーム外へ放り投げられた後、最終的には持ちネタの「ブチギレ芸」を披露するのがお約束となっている。
- 2009年10月24日放送：「世界一受けたくない!?授業」 - 吉本新喜劇の歴史を講義する先生として、池乃めだか、島木譲二、小籔千豊とともにゲスト出演。めちゃイケメンバー（加藤浩次、大久保佳代子、有野晋哉、武田真治、鈴木紗理奈、岡村隆史、矢部浩之）に対してキレ芸を披露した。
- 2010年1月23日放送：「第6回 シンクロナイズドテイスティング団体戦」 - 中国チームの一員として、ハリセンボン、島田珠代、山田花子とともに出場。原西孝幸、藤本敏史、井上聡、品川祐、河本準一に対してキレ芸を披露した[注釈 2]。この深夜収録がメンバーのせいで時間が押して朝一の新幹線に間に合わない事に怒っていた。
- 2010年3月6日放送：「東京ギャグコレクション」 - 観覧のギャルに混じって出演。エンディングで起こった堀内健と世界のナベアツの喧嘩を仲裁するためステージに上げられ、多田健二、世界のナベアツ（現・桂三度）、中川礼二、堀内健に対してキレた。「怖かった〜」とオチるはずのキレ芸の流れを堀内のアドリブギャグによって大幅に邪魔され、最終的には堀内をビンタすることでオチをつけた。この回では加藤浩次が番組に出演していなかったため、原西孝幸が「フレーム外への放り投げ」を代行した。
- 2010年4月10日・5月29日放送：「恋のかま騒ぎ」 - 黒谷友香、星野真里とともに女性ゲストとして出演。オープニングで黒谷が世田谷パブリックシアターでの舞台（共演：市村正親）を、星野が東京グローブ座での舞台（共演：荒川良々）をそれぞれ宣伝したため、やすえは京橋花月での「池乃めだかのハチャメチャコメディ」（共演：池乃めだか、Mr.オクレ）を宣伝した。エンディングでは、加藤浩次、岩尾望、藤本敏史、高橋茂雄、黒谷、星野、後藤輝基に対してキレ芸を披露した。
- 2010年9月4日放送：「めちゃイケ500記念 やべっち寿司スペシャル」 - 前半部では末成由美、島田珠代とともにフジテレビの清掃係として登場。後半部では清原和博に対してキレ芸を披露したが、オチが決まっても清原が膝を負傷していてコケられなかった清原の頭を2度叩いた[注釈 3]。

## エピソード
- 若手時代、『笑ってる場合ですよ!』のコーナーである「お笑い君こそスターだ!」にも出演した。また、ハイヒールモモコが素人だったころに「出演したい」との依頼があったため、紹介した（やすえの男子同級生がモモコを偶然ナンパした縁で、関係があった）。その後モモコはNSCに入学したが、やすえとモモコは同学年のため、モモコがやすえに「やすえ〜」と気安く声をかけたところ、やすえは「（芸能界では自分のほうが先輩なのだから）やすえ姉さんと言い!」とモモコを一喝した。
- ダウンタウン（夫・内場勝則とNSC同期）の2人とは同学年で、互いにため口で話す仲（芸歴はやすえのほうが長い）。ダウンタウンは2人（松本人志・浜田雅功）とも彼女を「えーちゃん」というあだ名で呼ぶ。
- 内場との結婚式で両親に宛てた手紙を読む、感動的なシーンの写真が毎日放送『せやねん!』でも度々取り上げられるが、その度に会場に爆笑が起こる「鉄板の一枚」となっている。
- 日曜笑劇場での初出演作品は『あっちこっち丁稚』である。出演当時17歳。
- 素人時代には漫才で多くの賞をもらう活躍が出来たが、プロになった途端全くウケなくなったと述べている[6]。その後相方が引退を決めたため、コンビを解散することになる。解散後は相方と共に吉本を辞める予定だったが、「お前はアホやから残れ」と会社に言われ、相方にもそう勧められたため残ることにした[7]。最後の漫才舞台の前日に「明日の夜から舞台稽古に出ろ」と突然新喜劇入団を言い渡された[8]。
- 「熱血!人情派コメディ しゃかりき駐在さん」にNMB48の衣装を着て出た時、前述の河内弁で捲し立てる芸で「これ、ホンマもんのNMBやで! ワシ、入ったがな」とNMBの衣装を着れた事に自分でも驚いた。共演した夫の内場勝則はNMBの衣装を着た未知を見て感想を求められ「悲しいかな・・・（似合ってる）」と本音を漏らした。その際、内場は「年齢だけは48（フォーティーエイト）…」とボケるも、当時未知は49歳になっていたので「エイト超えて49じゃ!」と反論している。

## 受賞歴
- 2002年 - 第31回上方お笑い大賞 話題賞

## 出演番組

### テレビバラエティ・情報番組
現在のレギュラー番組
- よしもと新喜劇（毎日放送）
- ごきげんライフスタイル よ〜いドン!（関西テレビ）- 月曜レギュラー
- かんさい情報ネットten.（読売テレビ）- 準レギュラー

過去のレギュラー番組
- 夕焼けの松ちゃん浜ちゃん（1991年、朝日放送）
- 超!よしもと新喜劇 → 超コメディ60!（1997年10月 - 1998年9月、毎日放送）
- ちちんぷいぷい（毎日放送）
- ツッコメディ!痛快パラダイス（2000年4月 - 10月、ABCテレビ）
- なんやモー目茶苦茶屋（2000年10月8日 - 2002年3月31日、ABCテレビ）
- せやねん!（2001年4月14日 - 2021年4月10日、毎日放送）
- あさリラ!（読売テレビ）
- 情報満載 ひるまで!すっぴん!（2003年9月1日 - 2004年3月、読売テレビ）
- 2時ワクッ!（2004年3月 - 2005年12月、関西テレビ） - 金曜レギュラー
- にこいち 〜スーパースター友情列伝〜（2004年4月 - 2005年3月、朝日放送） - 準レギュラー
- なにわ人情コメディ 横丁へよ〜こちょ!（2004年10月3日 - 2008年3月30日、朝日放送）
- ス・テ・キの扉（2007年10月6日 - 2008年9月27日、朝日放送）
- 今ちゃんの「実は…」（2008年 - 2022年、朝日放送）- 準レギュラー
- あったか人情コメディ 湯けむりパラダイス!（2008年4月6日 - 2009年3月29日、朝日放送）
- プチっとく（2008年4月7日 - 2012年3月29日、関西テレビ）
- 爆笑!ふれあいコメディ こちらかきくけ公園前（2009年4月5日 - 2010年3月28日、朝日放送）
- 全快はつらつコメディ お笑いドクター24時!!（2010年4月4日 - 2011年4月3日、朝日放送）
- 知ってるor知ったか?クイズ!バレベルの塔（2013年4月7日 - 2013年9月29日、朝日放送） - 準レギュラー

### テレビドラマ
- 連続テレビ小説（NHK総合）
  - 都の風（1986年） - お康 役
  - ウェルかめ（2009年） - 笹原フミ 役
  - スカーレット（2019年） - 熊谷和歌子 役[9]
- 翔べひよっ子（1989年、NHK総合 土曜ドラマ） - 保子 役
- ごきげんいかが?テディベア（2001年9月22日、毎日放送） - 橋本和子 役
- 天王寺ブロードウェー（2010年7月30日、NHK大阪）
- トイレの神様（2011年1月5日、毎日放送）
- ソロ活女子のススメ2 第4話（2022年4月28日、テレビ東京）
- パティスリーMON（2024年1月11日 - 3月28日、テレビ東京） - 山崎倫子 役[10]

### ラジオ
現在
- 松井愛のすこ〜し愛して♥（MBSラジオ） - 金曜不定期パートナー

過去
- ラジオよしもと むっちゃ元気!（2006年10月 - 2008年6月、ラジオ大阪） - 金曜
- ラジオよしもと むっちゃ元気スーパー!（2008年7月 - 2013年3月、ラジオ大阪）

## 映画
- シネマワイズ新喜劇（オフィス100%）
  - 大阪好日（1997年4月5日公開、主演：内場勝則） - やすえ 役
  - 父危篤、面会謝絶（1997年4月26日公開、主演：内場勝則） - 内場の妻 役
  - マネージャーの掟（1997年4月26日公開、主演：石田靖） - 赤松千晶 役
- YOSHIMOTO DIRECTOR'S 100 〜100人が映画撮りました〜（吉本興業）
  - ラブドール（2007年7月7日公開、監督：中田カウス）
  - 夢だけが人生やない（2007年7月14日公開、監督：笑福亭松之助）
  - スキヤキのうどん（2007年7月21日公開、監督：内場勝則） - みちよ 役
  - 総長刑事（2008年1月12日公開、監督：トミーズ雅） - 百合 役

### 日本語版吹替
- キング・オブ・エジプト（2016年9月9日公開） - ホルスの召使い 役[11]

## CM
- リクルート タウンワーク（2007年2月 - ）
  - 『オフィス 篇』 - 夫・内場勝則も登場。
  - 『居酒屋1 篇』
  - 『居酒屋2 篇』
- 味の素 クックドゥ（2010年7月 - ）
- 花王 ディープクリーン（2011年）
- 日本PCサービス パソコン生活応援隊!（2012年8月 - ）
- 株式会社日経サービス（関西地域のみ）
- シンコール「壁紙はシンコール」篇（西日本のみ）（2019年4月 - ）

## 舞台
- コヤブソニック2011（2011年5月、舞洲コヤブソニック特設会場）
- 吉本百年物語 深夜のキラ星〜スター誕生〜（2012年11月、なんばグランド花月） - 末永隆子 役

## その他
- 「由美とやすえのラッハーンで脳みそチューチューしちゃうぞ♡みたいなディナーショー」（ディナーショー：2013年 - ）

## 音楽
- 未知やすえ「めっせいじ」（2023年7月11日/YOSHIMOTO MUSIC）
- 未知やすえ・内場勝則「ちぐはぐ最強夫婦」（2023年8月11日/YOSHIMOTO MUSIC）